# American walking ponny
American Walking Pony är en hästras som utvecklades i USA för att få fram en ridponny för barn med extra gångarter, så kallade "gaited". 
I USA säger man att ponnyn är "A Dream Walking" eller översatt "En gående dröm" på grund av sina flytande unika gångarter och med ett ädelt arabliknande utseende används rasen mycket till showridning där man även visar ponnyerna för hand.  

## Historia
10 maj 1968 föddes en palominofärgad hingst på Browntree farm i USA. Samma höst formades American Walking Registry trots att rasen inte ens hade formats. Allt man hade var den halvår gamla hingsten och ett sto som hette Flicka. 
De två hästarnas ägare Joan Hudson hade bestämt sig för att få fram en ponnyras, perfekt för utställningar och shower för barn. Hon var så övertygad att hon startade organisationen i förtid. Den lilla palominofärgade hingsten användes sedan i många olika experiment med andra raser men tillsammans med Flicka föddes det första passande fölet som fick heta BT Golden Splendor. 
Golden Splendor väckte uppmärksamhet med sina extra gångarter, den gyllene färgen och den höga svansföringen. I registret fanns nu fem hästar och Golden Splendor var nummer 5 och den enda hingsten att registreras. Föreningen menade då att de två raser som korsats var Welshponny och Tennessee walking horse och många uppfödare började satsa på korsningar mellan dessa två raser för att få fram samma resultat och man började göra reklam för rasen i olika hästtidningar för att ytterligare öka intresset för rasen.

## Egenskaper
American Walking Pony är en smidig ponny som påminner mycket om ett Arabiskt fullblod i miniatyr med samma ädla drag. Rasen är mycket flexibel och kan användas till det mesta. På grund av sitt utseende och de extra gångarterna används rasen mest till utställningar och showridning. Exteriören är arabliknande med en slank, smidig kropp, litet huvud som ibland har en lätt inåtbuktande nosprofil och stora ögon. Det ädla utseendet är dock ett arv från Welshponnyn som har arabiskt blod i sig. 
De två extra gångarterna kallas Merry Walk och Pleasure Walk. Merry Walk är en taktfull, nästan skuttande, men ändå jämn gångart. Pleasure Walk är en flytande gångart med höga knälyft som påminner om tölt. Gångarterna är flytande och väldigt bekväma för ryttaren.